# 藤野公孝
藤野 公孝（ふじの きみたか、1948年〈昭和23年〉5月29日 - ）は、日本の政治家、運輸官僚。
国土交通大臣政務官（第1次安倍内閣）、参議院議員（1期）、全日本シティホテル連盟代表理事、国際観光文化交流協会理事長兼会長、流通科学大学特任教授、ツーリズム・マーケティング研究所研究員などを歴任。妻は料理研究家で衆議院議員を務めた藤野真紀子。

## 概要
広島県佐伯郡廿日市町（現：廿日市市）生まれ。広島学院中学校・高等学校、東京大学経済学部経済学科卒業後、運輸省にキャリア官僚として入省（入省時の配属先は大臣官房情報管理部）。衆議院議員の平口洋とは中学から大学までの同級生。1973年に金坂真紀子と結婚。ニューヨーク、パリ勤務時代に真紀子は後に料理研究家となる手法を身に付けることとなる。運輸省では山下徳夫運輸大臣秘書官、総務審議官、運輸総務局観光部長などを歴任。2000年に退官し、2001年の参議院選挙に比例代表区からの出馬を表明。
2001年に行われた第19回参議院議員通常選挙に自由民主党から比例代表区に出馬するも、次々点で落選。その後、高祖憲治が選挙違反問題で辞職し、2003年に近藤剛が日本道路公団総裁就任のため辞職したため繰り上げ当選となった。
当選後、国土交通委員会委員などを担当。観光立国推進基本法の議員提出および成立に尽力。2006年の安倍内閣では当選1回ながら国土交通大臣政務官に就任。
2007年に行われた第21回参議院議員通常選挙では運輸団体の支援を受けたものの、落選。
2009年、財団法人ツーリズム・マーケティング研究所研究員を務める。
2010年、流通科学大学（神戸市）特任教授就任。
現在は、一般社団法人国際観光文化交流協会理事長兼会長に就任、流通経済大学教授。
2018年秋の叙勲で瑞宝中綬章を受章。